# Балашов, Семён Иванович

Памятник С. Балашову в мемориале «Красная Талка»

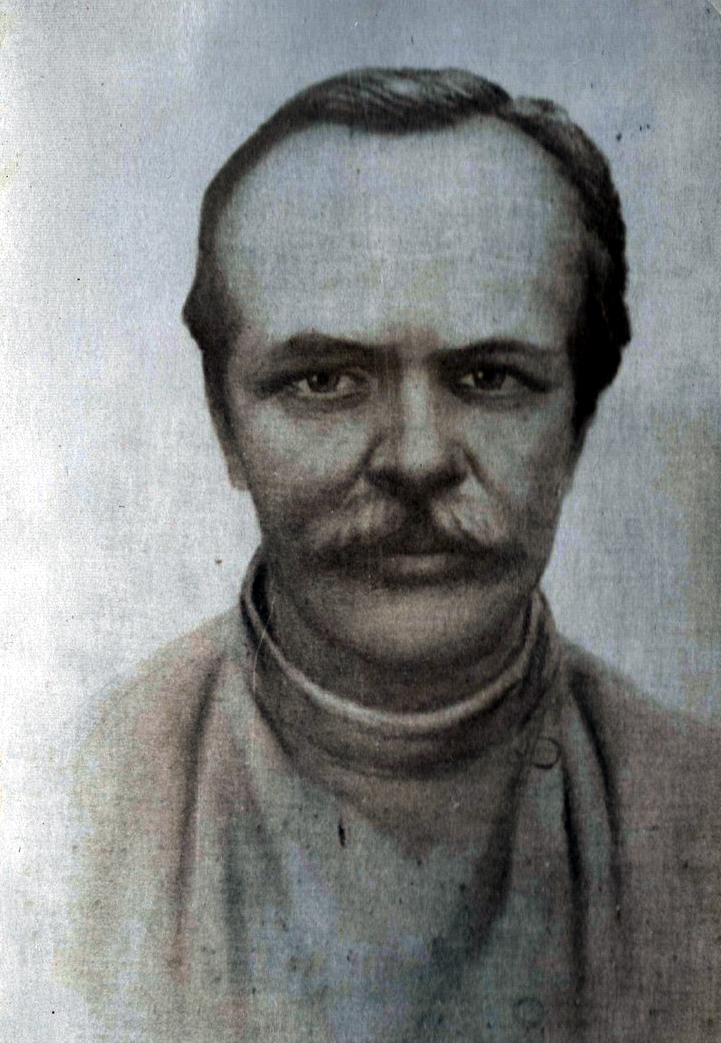
Балашов. Странник. Альбом учительницы школы рабочей молодежи при ф-ке "Красная Талка" О.Н. Петровой.

Семён Ива́нович Балашо́в (27 января (8 февраля) 1874 — 3 февраля 1925) — советский государственный и партийный деятель. Член Коммунистической партии с 1898 года. Боевик-революционер, один из руководителей Иваново-Вознесенской стачки 1905 года. Председатель Иваново-Вознесенского комитета РСДРП(б). Партийный псевдоним «Странник».

## Биография
Родился в с. Сальцово Шуйского уезда Владимирской губернии в крестьянской семье. С 12 лет работал в типографии, затем на фабрике Н. М. Гарелина. Был уволен за выражение недовольства условиями труда. Позднее работал на нескольких текстильных предприятиях.
В 1895 году принял участие в стачке текстильщиков Товарищества Иваново-Вознесенской ткацкой мануфактуры, затем во всеобщей забастовке 1897 года.
С 1898 года член Иваново-Вознесенского комитета РСДРП, куда его привлёк Ф. А. Афанасьев.
В 1900 году из-за угроз отца выдать его полиции вынужден переехать в Ригу, где устроился ткачом на Зассенгофскую мануфактуру. В следующем году за участие в революционной деятельности был арестован и выслан в Царицын. Жил случайными заработками. По окончании ссылки вернулся в Шую, откуда в начале 1904 года перебрался в Иваново-Вознесенск, где устроился разнорабочим на аптечный склад, продолжая вести революционную деятельность. 30 апреля снова арестован, но вскоре выпущен на свободу.
Вместе с Афанасьевым организовал у себя на квартире штаб по подготовке проведения всеобщей стачки текстильщиков летом 1905 года. Рабочими фабрики «Компания» был избран в общегородской Совет рабочих депутатов.
После гибели Афанасьева становится руководителем городского комитета РСДРП.
Из-за преследований полиции и черносотенцев в конце 1905 года перебирается в Москву, откуда направляется в качестве агитатора в Брянск. Летом 1906 года возвращается в Иваново-Вознесенск, но уже в ноябре снова в Москве, где продолжает деятельность в Сокольническом районном комитете партии.
В 1908 году арестован и в 1910-м выслан на поселение в Сибирь, где провёл в ссылке девять лет. В марте 1917 года вернулся в Иваново-Вознесенск и стал председателем горкома партии, депутатом Совета, работал в ЧК.
В 1918 году участвовал в боях против войск Каледина, в этом же году участвовал в подавлении ярославского восстания.
После Гражданской войны находился на руководящих должностях в Иваново-Вознесенске, учился на курсах марксизма-ленинизма при Коммунистической академии. Одновременно продолжал деятельность в Хамовническом райкоме партии.
Покончил с собою 3 февраля 1925 года. По одной из версий, многочисленные аресты и преследования до революции подорвали физические силы Балашова. Похоронен на Кладбище старых большевиков в Иваново.

## Семья
Супруга — Балашова (Денисова) Елизавета Сергеевна.

## Память
- Именем Балашова названа одна из улиц Иванова и фабрика, рабочие которой в 1905 году избрали его депутатом Совета.
- В мемориале «Красная Талка» установлен гранитный бюст.
- В 1925 году бывшая Боголюбовская слобода получила название местечка имени Балашова или в просторечии — Балашовка.